# David Botello
David Botello es guionista, escritor, storyteller, dramaturgo, productor de televisión, director, divulgador y presentador español, nacido en Madrid (1969). Licenciado en Imagen por la Facultad de Ciencias de la Información de la Universidad Complutense de Madrid, Diplomado en Interpretación por el Laboratorio Teatral de William Layton y Diplomado en Dirección de Actores y Análisis de Texto por el Laboratorio Teatral de William Layton.
Durante su actividad profesional en el entretenimiento televisivo ha realizado tareas tan diversas como la de Oficial de Información en los Juegos Olímpicos de Barcelona 1992 (RTO), coordinador de plató en Esta noche cruzamos el Mississippi (Telecinco), coordinador de contenidos en el primer Gran Hermano (Telecinco), guionista en Aquí hay tomate (Telecinco), coordinador de guion en TNT (Telecinco), guionista del documental Postales de Madrid para el Siglo XXI o director de la tercera temporada de Un paseo por las nubes (Castilla-La Mancha Televisión), y los reportajes Asalto a Marbella (I y II) y La Historia más grande jamás contada  (Telecinco).
Como escritor de libros de divulgación, es coautor de los libros Los vikingos no tenían cuernos; Felipe el Hermoso. Anatomía de un crimen; coautor junto a Isabel Rábago de La Pantoja, Julián y Cía, Asalto a Marbella (Espejo de Tinta), y autor de la biografía de Luis Alfonso de Borbón. Un rey sin trono (Espejo de Tinta), la biografía de Rocío Jurado (Espejo de Tinta) y un manual de técnicas de grabación en vídeo, La cámara de video (LIBSA).
Como guionista de Ficción, ha participado en La Pecera de Eva (Telecinco, Lasiete), en la primera temporada de Frágiles (Telecinco, 2012) y en el desarrollo de Oxígeno, la serie que se convirtió en Star Crossed.
Como dramaturgo, es autor de Y tú en piezas, estrenada en la Sala Montacargas de Madrid en 1997, y de Más Allá del Puente, una comedia casi romántica, representada por Marta Torné y Alex Brendemühl en el Teatro Borrás de Barcelona, desde el 4 de marzo hasta el 18 de abril de 2010, y en el Teatro Lara de Madrid desde el 7 hasta el 25 de julio de 2010.
Tras el éxito de la primera temporada, Más Allá del Puente volvió al Teatro Lara el 2 de marzo de 2011, con Santi Millán sustituyendo a Alex Brendemühl. Con este elenco, la obra siguió de gira por España durante dos años.
De julio de 2012 a agosto de 2014, formó parte del equipo de 60dB como director de contenidos. En esta productora ha sido responsable del desarrollo de los formatos de Money Time, Bebé a Bordo, La Incubadora, Doraemon Land y los especiales Breaking of LQSA y Shaking of LQSA.
En febrero de 2014 , junto con Lorenzo Gallardo, crearon El Punto sobre la Historia, un proyecto de divulgación de Historia que empezó con un pódcast. Dentro de este proyecto, nació el libro "Felipe el Hermoso. Anatomía de un crimen".
El libro ha sido publicado por Oberon (2015).
En septiembre de 2015 se convirtió en el director de contenidos de televisión de Endor Digital Media. Ha sido cocreador, junto a Lorenzo Gallardo, del proyecto 360 de El Punto sobre la Historia y cocreador, también junto a Lorenzo Gallardo,  del formato de televisión, que se estrenó el 15 de abril de 2016, y de otros formatos que están en desarrollo. 
El 15 de abril de 2016 se estrenó en Telemadrid El Punto sobre la Historia, creado y escrito por David Botello y Lorenzo Gallardo, y dirigido por David Botello, que lo presentaron durante 57 episodios. En esta etapa se publicaron dos nuevos libros:  El punto sobre la historia. Madrid y Los vikingos no tenían cuernos.
En verano de 2018, Telemadrid volvió a renovar el programa, con la intención de introducir algunos cambios. David Botello creó junto a Esther Sánchez su propia productora, Haciendo Historia, para convertir El Punto sobre la Historia en Esto es otra Historia, una versión 3.0 del formato, que se estrenó en Telemadrid el 5 de abril de 2018. El programa está producido, escrito y dirigido por David Botello, que lo presentó durante 10 episodios con Carmen Sánchez Risco.
En verano de 2019, la Cadena SER empezó a emitir La Historia en Ruta, un programa de divulgación de Historia y viajes, escrito, dirigido y presentado por David Botello junto a Esther Sánchez.
En septiembre de 2020, Aragón TV estrenó la versión aragonesa de Esto es otra Historia, coproducida por Haciendo Historia y Mediapro. El programa está dirigido por David Botello, que ha presentado los 17 episodios de la primera temporada con Susana Luquin. El programa de televisión se complementa con la emisión de un programa de radio en Aragón Radio.
En septiembre de 2020 también se estrenó una nueva temporada de Esto es otra Historia Radio en Onda Madrid
En julio de 2021 presentó en Telemadrid el piloto del programa Cuenta la leyenda.
Desde octubre de 2021 colabora en La Roca, emitido por La Sexta, un programa presentado por Nuria Roca.
El 12 de octubre de 2022, presentó en Telemadrid el documental #12DeOctubre.
El 14 de abril de 2023 estrenó Felipe V, un rey que nos salió rana, un monólogo histórico en los Teatros Luchana, de Madrid.
En los años ochenta y principios de los noventa fue líder del grupo musical Último Recurso, como compositor, guitarrista y vocalista. Algunos de sus principales temas fueron Los hombres glu-glú, Pero, ¿por qué?, Chica del Sagrado Corazón, Sin ti o Kike Wash.

## Dramaturgia
- David Botello (2023). Felipe V. Un rey que nos salió rana. Teatros Luchana, Madrid, 2023.
- David Botello (2010). Más Allá del Puente. Teatro Borrás, Barcelona, 2010.
- David Botello (1997). Y tú en piezas. Sala Montacargas, Madrid, 1997.